# Acusaciones de golpe de Estado en Venezuela de 2024
Las elecciones presidenciales de Venezuela de 2024, celebradas el 28 de julio, generaron acusaciones mutuas de golpe de Estado entre la oposición y el gobierno de Nicolás Maduro. La oposición denunció inicialmente un fraude electoral masivo, alegando manipulación de resultados por el Consejo Nacional Electoral (CNE), y más tarde calificó los eventos como un golpe de Estado. Por su parte, el gobierno acusó a la oposición de orquestar un «golpe fascista» con apoyo extranjero desde el 28 de julio, estrategia que, según el analista Esteban Oria, constituye una táctica de inversión acusatoria. Este artículo describe la cronología de las acusaciones, los eventos clave y las perspectivas enfrentadas.

## Contexto
En el marco de la crisis en Venezuela, el país enfrentaba hiperinflación, migración masiva y acusaciones de autoritarismo bajo el gobierno de Maduro. La oposición, liderada por la Plataforma Unitaria Democrática, seleccionó a Edmundo González Urrutia como candidato tras la inhabilitación de María Corina Machado. El control del CNE por aliados del gobierno suscitó dudas sobre la transparencia electoral. En junio de 2024, el analista Omar Estacio advirtió sobre un posible golpe institucional.

### 28 de julio de 2024: Elecciones y denuncias de fraude
El 28 de julio de 2024, el Consejo Nacional Electoral, dirigido por Elvis Amoroso, proclamó a Nicolás Maduro ganador con el 51 % de los votos frente al 44 % de Edmundo González. La oposición, liderada por María Corina Machado y González, denunció un fraude electoral y presentó actas que indicaban un 67-70 % de votos para González. El CNE no publicó resultados detallados, alegando un ciberataque. Rafael Ramírez Carreño, exministro de Petróleo y chavista, comparó el fraude electoral con el golpe de Estado de Pedro Carmona en 2002, denominándolo un «Carmonazo» de Maduro, y denunció que el CNE no presentó las actas electorales, desatando protestas espontáneas en sectores populares, incluidos barrios chavistas. El 29 de julio, Maduro acusó a la oposición de intentar un «golpe de Estado fascista» por desconocer su victoria electoral. El 30 de julio, el ministro de Defensa, Vladimir Padrino López, respaldó a Maduro, denunciando un «golpe de Estado mediático» promovido por la oposición con apoyo de Estados Unidos y aliados externos, y reafirmó la «lealtad y apoyo incondicional» de la Fuerza Armada Nacional Bolivariana (FANB) al presidente, prometiendo actuar con contundencia para preservar el orden. Ese día, las protestas ciudadanas exigiendo transparencia fueron reprimidas, con un saldo de al menos 24 muertos y más de 2 000 detenidos.

### Agosto-septiembre de 2024

#### Acusaciones de golpe
El 2 de agosto, el analista Carlos Sarmiento Sosa calificó los eventos del 28 de julio como un «golpe de Estado técnico» o «autogolpe», argumentando que el régimen manipuló el proceso electoral para perpetuarse. Otros analistas, como Esteban Oria (9 de agosto), Miguel Henrique Otero (10 y 12 de agosto) y Asdrúbal Aguiar (17 de agosto), denunciaron un golpe institucional. Rafael Ramírez Carreño reforzó esta narrativa, calificando el fraude como un «golpe continuado» comparable al golpe de Carmona en 2002, destacando la represión en barrios populares y la falta de apoyo internacional, incluso de gobiernos progresistas como Brasil, Colombia y México. El 5 de agosto, Maduro denunció un «golpe de Estado ciber-fascista» y una campaña mediática para dividir al país y a las fuerzas armadas. En agosto, Maduro también acusó a Estados Unidos de usar inteligencia artificial como herramienta para ejecutar un «golpe fascista». El 30 de agosto, Aguiar afirmó que no se trató de un fraude electoral, sino de un golpe deliberado al desconocer la voluntad popular.

#### Represión
El gobierno intensificó la represión, deteniendo a opositores como Leocenis García el 13 de septiembre por denunciar una ruptura constitucional. El 8 de septiembre, González huyó a España tras firmar bajo coacción un documento reconociendo la victoria de Maduro. María Corina Machado pasó a la clandestinidad.

### Octubre-noviembre de 2024: Narrativas opuestas
El 22 de octubre, María Corina Machado denunció ante el Senado de Colombia un golpe de Estado perpetrado el 28 de julio, presentando actas electorales y acusando al régimen de crímenes de lesa humanidad. El 10 de octubre, Esteban Oria afirmó que el golpe se consumó el 28 de julio, no el 10 de enero de 2025, criticando la demora de la oposición en adoptar esta narrativa. En noviembre, Andrés Velásquez y otros opositores advirtieron que la juramentación de Maduro el 10 de enero de 2025 constituiría un «golpe constitucional».

### 10 de enero de 2025: Juramentación de Maduro
Nicolás Maduro asumió su tercer mandato el 10 de enero de 2025, desencadenando protestas. María Corina Machado y Edmundo González, por primera vez, calificaron la juramentación como un golpe de Estado. La oposición llamó a reconocer a González como presidente legítimo. Rafael Ramírez Carreño, exministro chavista, afirmó que la juramentación consolidó el «Carmonazo» iniciado el 28 de julio, calificándola como la culminación de un golpe contra la voluntad popular. El gobierno detuvo a Enrique Márquez y a Rafael Tudares, yerno de González, acusándolos de planear un golpe. El oficialista Julio César Colmenares advirtió que un golpe opositor respaldado por Estados Unidos destruiría los logros socialistas, defendiendo la legitimidad de Maduro. Francisco Medina, también oficialista, acusó a la oposición de planificar un golpe los días 9 y 10 de enero de 2025 con apoyo de Estados Unidos y la Unión Europea, pero destacó su fracaso en movilizar al pueblo.

## Análisis
Diversos analistas han interpretado las acusaciones mutuas de golpe de Estado en el contexto de las elecciones de 2024, reflejando la polarización política en Venezuela. Esteban Oria describió la táctica de **inversión acusatoria**, una estrategia retórica mediante la cual el gobierno de Nicolás Maduro acusó a la oposición de orquestar un "golpe fascista" para desviar críticas por sus propias acciones, como la manipulación electoral y la represión de protestas. Según Oria, esta táctica busca reconfigurar los roles discursivos, presentando a la oposición y a los manifestantes como responsables de la inestabilidad, mientras el régimen se posiciona como víctima para justificar la persecución política. Oria identificó esta estrategia en el programa *Con el mazo dando* de Diosdado Cabello, donde se proyectan acusaciones de golpismo sobre la oposición. Nicolás Maduro reforzó esta narrativa al acusar a la oposición de un «golpe de Estado fascista» el 29 de julio de 2024, alegando que desconocían su victoria electoral, y más tarde denunció un «golpe ciber-fascista» y el uso de inteligencia artificial por parte de Estados Unidos para desestabilizar el país. El 30 de julio, el ministro de Defensa, Vladimir Padrino López, respaldó esta narrativa, denunciando un «golpe de Estado mediático» promovido por la oposición con apoyo extranjero, y reafirmó la lealtad de la Fuerza Armada Nacional Bolivariana a Maduro, acusando a la oposición de emplear «delincuentes armados y mercenarios».
Oria basa su concepto en el *framing* de George Lakoff, quien argumenta que el lenguaje político moldea la percepción pública al activar marcos conceptuales. Por ejemplo, el término "golpe fascista" enmarca a la oposición como una amenaza autoritaria, mientras el régimen se presenta como defensor de la democracia, justificando la represión de protestas que dejaron 24 muertos y más de 2.000 detenidos en julio de 2024. Lakoff destaca que los regímenes autoritarios dominan el discurso político al invertir en infraestructura comunicativa para imponer sus marcos. Oria también se inspira en Jacques Ellul, quien argumentó que el objetivo de la propaganda moderna es inducir acción más que cambiar ideas. En Venezuela, la narrativa de "golpe fascista" busca incitar acciones como la represión, reforzando un mito de conspiración externa. Murray Edelman, en *The Symbolic Uses of Politics*, sostiene que los símbolos políticos, como eslóganes, movilizan emociones para justificar acciones, dependiendo del contexto. El término "golpe fascista" actúa como un símbolo que, según Oria, convierte a la oposición en una amenaza existencial.
Sectores chavistas críticos, como Rafael Ramírez Carreño, exministro de Petróleo de Hugo Chávez, compararon el fraude electoral del 28 de julio de 2024 con el golpe de Estado de Pedro Carmona en 2002, denominándolo un «Carmonazo» de Maduro. Ramírez argumentó que la manipulación electoral, la falta de actas del CNE y la represión en barrios populares, incluidos sectores chavistas, constituyen un «autogolpe» que rompió el orden constitucional. Ramírez también describió al régimen como un gobierno dictatorial de derecha, carente de apoyo popular y opuesto al chavismo original, afirmando que el «autogolpe» del 28 de julio debilitó al madurismo y lo desenmascaró ante el mundo. Ramírez destacó que incluso gobiernos progresistas, como los de Brasil, Colombia y México, cuestionaron la legitimidad del proceso electoral. Organizaciones como Amnistía Internacional han señalado que el régimen utiliza narrativas de victimización para justificar la represión, un enfoque coherente con la inversión acusatoria. El analista Fernando Mires comparó la situación con el golpe de Pinochet en Chile, destacando el uso de narrativas para consolidar el poder.
En contraste, sectores oficialistas defendieron la legitimidad de Maduro y acusaron a la oposición de intentar un golpe de Estado con apoyo extranjero. Julio César Colmenares advirtió que un golpe opositor respaldado por Estados Unidos destruiría los logros socialistas, defendiendo la continuidad de Maduro como necesaria para la revolución. Francisco Medina afirmó que la oposición, liderada por María Corina Machado y Edmundo González, planeó un golpe los días 9 y 10 de enero de 2025 con apoyo de Estados Unidos y la Unión Europea, pero fracasó en movilizar al pueblo. Estas narrativas oficialistas refuerzan el uso del término "golpe fascista" como un símbolo político para justificar la represión, alineándose con la teoría de Edelman sobre los símbolos políticos.
Oria conecta la inversión acusatoria con el *whataboutism*, una falacia lógica en la que se desvían críticas acusando al crítico de faltas similares. Por ejemplo, una persona acusada de beber demasiado podría responder: "¿Y tú? Fumas marihuana todo el tiempo." En contextos políticos, el *whataboutism* ha sido utilizado por regímenes autoritarios para desviar críticas señalando problemas en Occidente. Oria argumenta que la inversión acusatoria va más allá del *whataboutism* al reconfigurar activamente los roles discursivos, presentando a la oposición como agresora, lo que legitima la persecución política.

## Respuesta internacional
Estados Unidos, la Unión Europea y la Organización de los Estados Americanos condenaron la falta de transparencia electoral. La ONU y Amnistía Internacional documentaron abusos de derechos humanos, mientras que algunos países iniciaron negociaciones con el gobierno de Maduro.